# Lyttana
Lyttana is een geslacht van kevers uit de familie oliekevers (Meloidae).
Het geslacht is voor het eerst wetenschappelijk beschreven in 1997 door Pinto & Bologna.

## Soorten
Het geslacht omvat de volgende soort:
- Lyttana priapica Pinto & Bologna, 1997